# Saint-Leu-d'Esserent
Saint-Leu-d'Esserent is een gemeente in het Franse departement Oise (regio Hauts-de-France). De plaats maakt deel uit van het arrondissement Senlis. Saint-Leu-d'Esserent telde op 1 januari 2022 4.576 inwoners.

## Bezienswaardigheden
Door toedoen van graaf Reinoud van Dammartin vestigde de Orde van Cluny in 1081 het prieuré Saint-Leu in Esserent. De romaans-gotische kloosterkerk is fraai bewaard.
In de gemeente bevinden zich ook verschillende ondergrondse steengroeven waar de pierre de Saint-Leu werd ontgonnen. De nazi's vestigden er een fabriek voor het assembleren van V1's, met als gevolg dat Saint-Leu-d'Esserent in de zomer van 1944 zwaar te lijden had onder Britse bombardementen (Operation Crossbow).

## Geografie
De oppervlakte van Saint-Leu-d'Esserent bedroeg op 1 januari 2022 13,08 vierkante kilometer; de bevolkingsdichtheid was toen 349,8 inwoners per km².

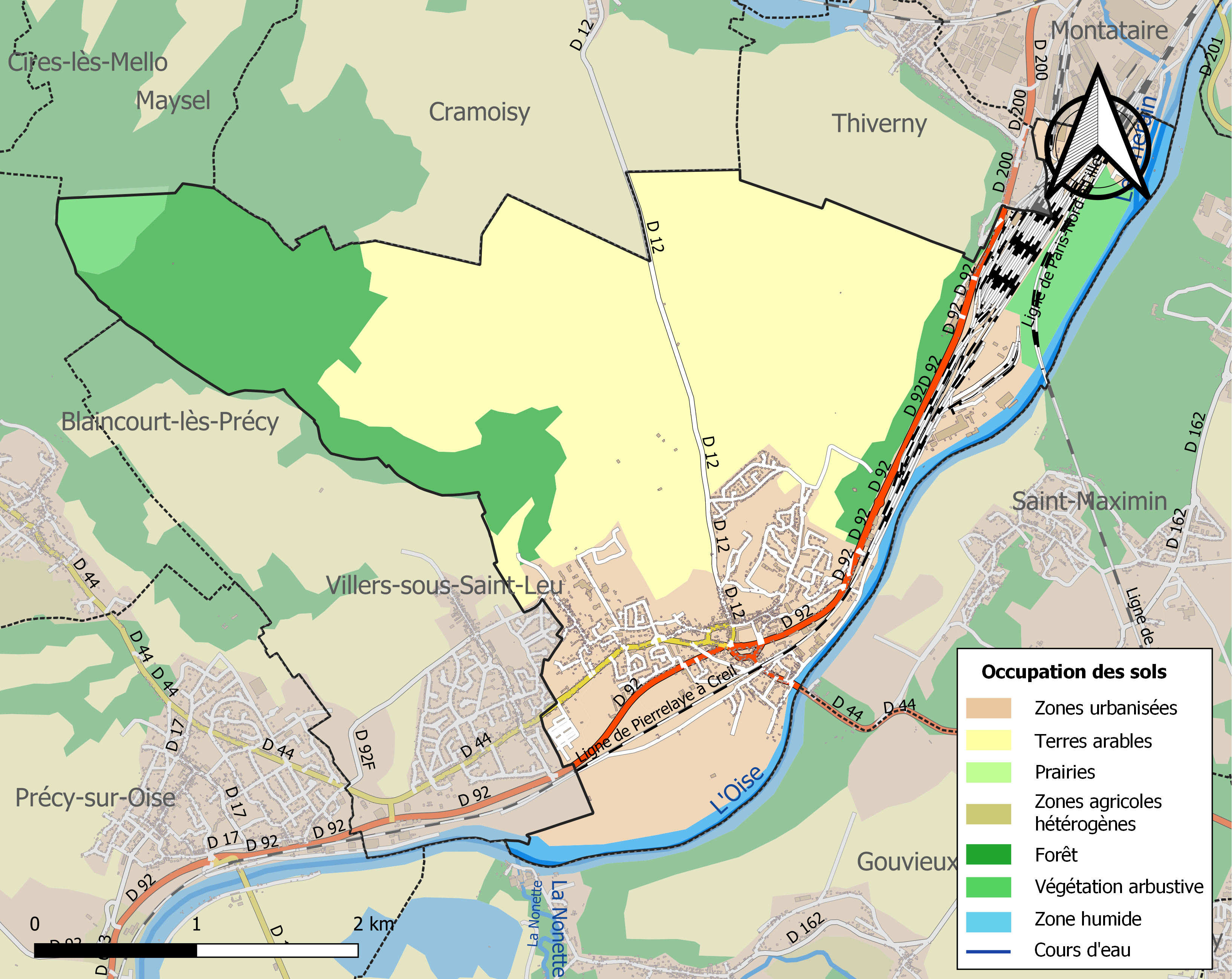
Kaart van de gemeente met belangrijkste infrastructuur, bodemgebruik en omliggende gemeenten

## Demografie
Onderstaande figuur toont het verloop van het inwonertal (bron: INSEE-tellingen).